# George Padmore
George Padmore (28 juni 1903 - 23 september 1959), geboren Malcolm Ivan Meredith Nurse, was een vooraanstaand panafrikanist, journalist en auteur. Hij verliet zijn geboorteland Trinidad in 1924 om medicijnen te studeren in de Verenigde Staten waar hij zich aansloot bij de Communistische Partij.
Hij verhuisde naar de Sovjet-Unie waar hij actief was in de Communistische partij en werkte aan Afrikaanse onafhankelijkheidsbewegingen. Hij werkte ook voor de partij in Duitsland, maar vertrok na de opkomst van het  nazisme in de jaren dertig. In 1935 maakte de USSR een ingrijpende verandering in het buitenlands beleid: Groot-Brittannië en Frankrijk, koloniale machten met koloniën in Afrika, werden geclassificeerd als ‘democratisch-imperialisme’ – een lagere prioriteit dan de categorie van ‘fascistisch-imperialistische’ machten, waarin Japan en Duitsland vielen. Deze verschuiving was in directe tegenspraak met Padmore's prioriteitstelling van Afrikaanse onafhankelijkheid, aangezien Duitsland en Japan geen koloniën in Afrika hadden. Padmore brak onmiddellijk met het Kremlin, maar bleef het socialisme steunen.
Padmore woonde een tijdje in Frankrijk voordat hij zich in Londen vestigde. Tegen het einde van zijn leven verhuisde hij naar Accra, Ghana, waar hij hielp bij het vormgeven van de politiek van Kwame Nkrumah en de Convention People's Party.

## Biografie
Malcolm Ivan Meredith Nurse, beter bekend onder zijn pseudoniem George Padmore, werd geboren op 28 juni 1903 in Arouca District, Tacarigua, Trinidad, toen onderdeel van Brits West-Indië. Zijn overgrootvader van vaderskant was een Asante-krijger die gevangen werd genomen en als slaaf verkocht in Barbados, waar zijn grootvader werd geboren. Zijn vader, James Hubert Alfonso Nurse, was een plaatselijke schoolmeester die was getrouwd met Anna Susanna Symister uit Antigua, een natuuronderzoeker.
Eind 1924 reisde hij naar de Verenigde Staten voor zijn medische studie aan de Fisk University, een historisch zwarte universiteit in Tennessee. Kort daarvoor was hij getrouwd en zijn vrouw Julia Semper zou zich later bij hem voegen in Amerika. Ze liet hun dochter Blyden (1925-2012) achter in Trinidad. Blyden Nurse was vernoemd naar de Afrikaanse nationalist Edward Blyden uit Liberia die zijn roots eveneens in het Caribisch gebied had. Nurse schreef zich later in  aan de New York-universiteit en stapte daarna over naar de Howard-universiteit.

## Communistische Partij
Tijdens zijn studententijd in de Verenigde Staten raakte Nurse betrokken bij de Workers (Communist) Party (CPUSA). Wanneer hij zich bezighield met partijzaken gebruikte hij de naam George Padmore (een samenstelling van de voornaam van zijn schoonvader, sergeant-majoor George Semper en de achternaam van zijn vriend die huwelijksgetuige was, Errol Padmore).
Padmore werd officieel lid van de Communistische Partij in 1927 (toen hij in Washington, DC was) en hij was actief in de massaorganisatie van de partij gericht op zwarte Amerikanen, het American Negro Labor Congress. In maart 1929 was hij een afgevaardigde (zonder stemrecht) bij de 6e Nationale Conventie van de CPUSA, gehouden in New York.
In juli 1930 speelde Padmore een belangrijke rol bij het organiseren van een internationale conferentie in Hamburg, Duitsland. De conferentie lanceerde een internationale organisatie van zwarte arbeidsorganisaties gesteund door de Komintern, het International Trade Union Committee of Negro Workers (ITUCNW). Padmore woonde gedurende deze tijd in Wenen, Oostenrijk, waar hij de maandelijkse publicatie van de organisatie redigeerde, The Negro Worker.
Als gevolg van zijn lidmaatschap van de Communistische Partij en zijn werk in de Sovjet-Unie en Duitsland werd Padmore de toegang tot de Verenigde Staten ontzegd.

## Panafrikanist
Hoewel Padmore zich afwendde van het stalinisme, bleef hij een socialist. Hij zocht nieuwe manieren om te werken aan de Afrikaanse onafhankelijkheid van de koloniale overheersing. Hij verhuisde naar Frankrijk, waar Garan Kouyaté een bondgenoot was vanaf zijn Komintern-dagen en begon met het schrijven van een boek: How Britain Rules Africa. Met de hulp van de voormalige Amerikaanse erfgename Nancy Cunard vond hij een Londense agent en uiteindelijk een uitgever (Wishart). Het boek werd in 1936 gepubliceerd, het jaar waarin de uitgever Lawrence en Wishart werd. Lawrence en Wishart stonden sympathiek tegenover de communisten. De publicatie van boeken door zwarte mannen was in die tijd zeldzaam in Groot-Brittannië. Een Zwitserse uitgever verspreidde een Duitse vertaling in Duitsland.
In 1934 verhuisde Padmore naar Londen, waar hij het middelpunt werd van een gemeenschap van schrijvers die zich toelegden op het panafrikanisme en de Afrikaanse onafhankelijkheid. Zijn jeugdvriend C.L.R. James eveneens uit Trinidad, woonde al in Londen. James had International African Friends of Ethiopië opgericht als reactie op de Italiaanse invasie van Ethiopië. Die organisatie ontwikkelde zich tot het International African Service Bureau (IASB), dat een centrum werd voor de antikoloniale activiteiten van Afrikaanse en Caribische intellectuelen. Padmore was voorzitter en de Barbadiaanse vakbondsman Chris Braithwaite secretaris. James redigeerde het tijdschrift International African Opinion. Ras Makonnen uit Brits Guyana regelde de zakelijke kant. Andere belangrijke leden waren onder meer Jomo Kenyatta uit Kenia en Amy Ashwood Garvey (de vrouw van Marcus Garvey).
Voor de Tweede Wereldoorlog vertrok James naar de Verenigde Staten, waar hij Kwame Nkrumah ontmoette, een student van de Britse Goudkust die studeerde aan de Lincoln University in Pennsylvania. James gaf Nkrumah een introductiebrief over Padmore. Toen Nkrumah in mei 1945 in Londen aankwam met de bedoeling rechten te studeren, ontmoette Padmore hem op het station. Het was het begin van een lange samenwerking. Padmore organiseerde toen het Pan-Afrikaans Congres uit 1945 (aangeduid als het Vijfde Pan-Afrikaanse Congres), dat niet alleen werd bijgewoond door de ingewijden binnen de IASB, maar ook door W.E.B. Du Bois, de Amerikaanse organisator van eerdere pan-Afrikaanse conferenties. De conferentie van Manchester hielp bij het bepalen van de agenda voor dekolonisatie in de naoorlogse periode.
Padmore accepteerde de uitnodiging van Nkrumah om naar Ghana te verhuizen, maar zijn tijd daar als Nkrumah's adviseur voor Afrikaanse zaken was moeilijk. Hij sprak met vrienden over het verlaten van Ghana om zich elders te vestigen toen hij terugkeerde naar Londen voor de behandeling van levercirrose.
Padmore overleed op 23 september 1959, 56 jaar oud, in het University College Hospital in Londen. Een paar dagen later typte zijn metgezel Dorothy Pizer, in reactie op geruchten dat de activist vergiftigd was, een gedetailleerde verklaring over zijn dood. Ze zei dat zijn leveraandoening de afgelopen negen maanden was verslechterd, voordat hij behandeling zocht bij een oude bevriende arts. Vanwege zijn falende lever kreeg hij bloedingen die tot zijn dood leidden.

## Publicaties
- The Life and Struggles of Negro Toilers (London: Red International of Labour of Unions Magazine for the International Trade Union Committee of Negro Workers, 1931)
- Haiti, an American Slave Colony (Centrizdat, 1931)
- The Negro Workers and the Imperialist War Intervention in the USSR (1931)
- How Britain Rules Africa (London: Wishart Books, 1936)
- Africa and World Peace (Foreword by Sir Stafford Cripps; London: Martin Secker and Warburg Ltd, 1937)
- Hands Off the Protectorates (London: International African Service Bureau, 1938)
- The White Man's Duty: An Analysis of the Colonial Question in the Light of the Atlantic Charter (with Nancy Cunard) (London: W. H. Allen & Co., 1942)
- The Voice of Coloured Labour (Speeches and Reports of Colonial Delegates to the World Trade Union Conference, 1945) (editor) (Manchester: Panaf Service, 1945)
- How Russia Transformed Her Colonial Empire: A Challenge to the Imperialist Powers (in collaboration with Dorothy Pizer) (London: Dennis Dobson, 1946)
- "History of the Pan-African Congress (Colonial and Coloured Unity: A Programme of Action)" (editor) (1947). Reprinted in Hakim Adi and Marika Sherwood, The 1945 Manchester Pan-African Congress Revisited (London: New Beacon Books, 1995)
- Africa: Britain's Third Empire (London: Dennis Dobson, 1949)
- The Gold Coast Revolution: The Struggle of an African People from Slavery to Freedom (London: Dennis Dobson, 1953)
- Pan-Africanism or Communism? The Coming Struggle for Africa (Foreword by Richard Wright. London: Dennis Dobson, 1956)